# الصمد الشمالي
الصمد الشمالي هي قرية في منطقة مكة المكرمة، في غرب المملكة العربية السعودية.